# Leucéna

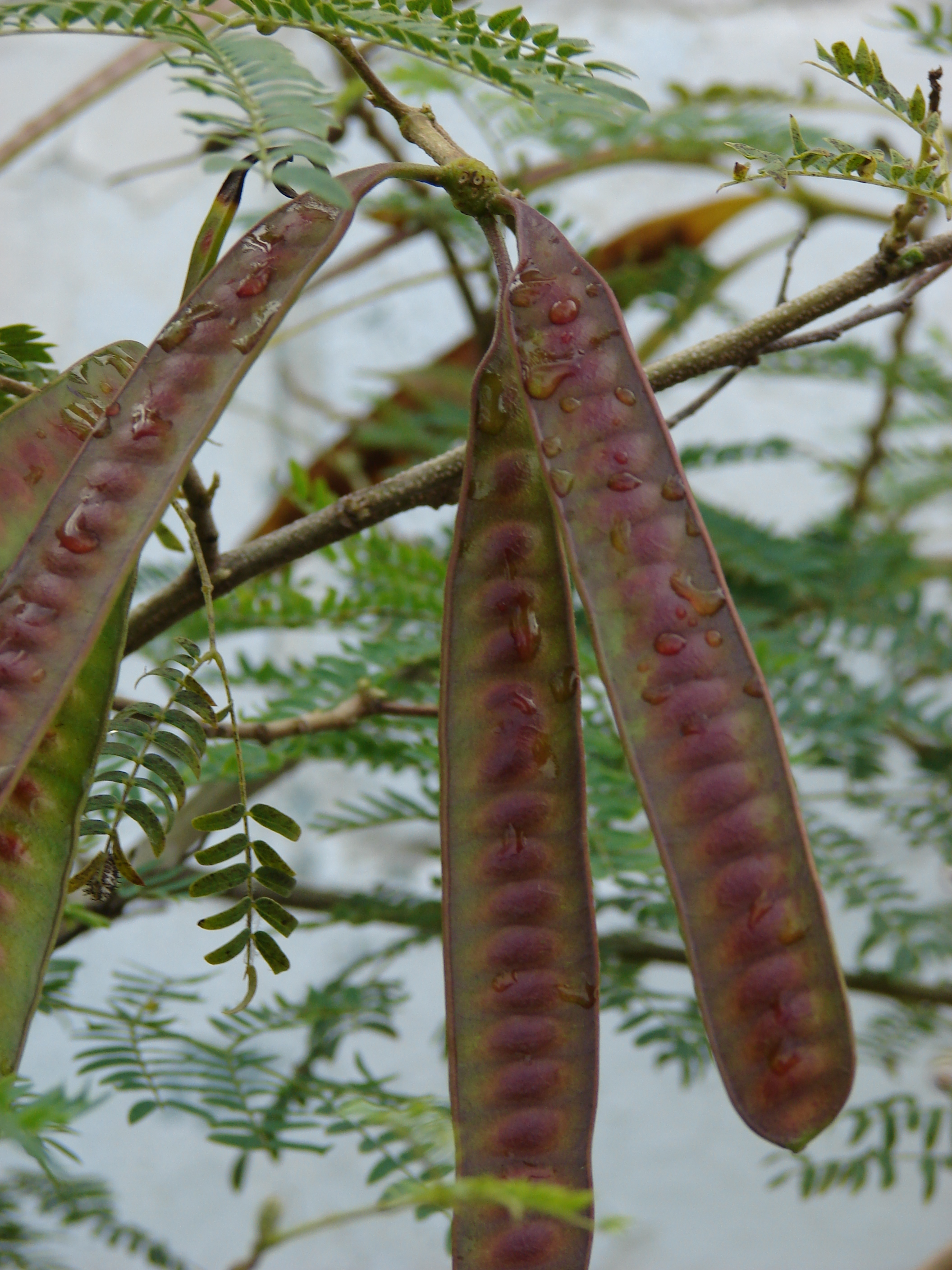
Plodící leucéna bělohlavá

Leucéna (Laucaena) je rod rostlin z čeledi bobovité. Jsou to stálezelené stromy se složenými listy a kulovitými květenstvími. Jsou rozšířeny v počtu asi 22 druhů v tropické a subtropické Americe. Leucéna bělohlavá je druh pěstovaný v tropech celého světa jako okrasná nebo stínící dřevina, krmivo i palivo.

## Popis
Leucény jsou stálezelené beztrnné malé až středně velké stromy dorůstající až 20 metrů výšky. Listy jsou dvakrát zpeřené, složené z mnoha drobných nebo z menšího počtu větších lístků. Lístky jsou vstřícné, přisedlé nebo jen krátce řapíčkaté. Na vrcholu řapíku je jedno nebo výjimečně 2 nektária, další nektária jsou na bázi posledního a předposledního páru postranních listových vřeten. Palisty jsou drobné, štětinovité, vejčité nebo na vrcholu dlouze protažené, vytrvalé nebo opadavé. Květy jsou drobné, obvykle oboupohlavné, přisedlé, nažloutle bílé nebo zelenavé, uspořádané v hustých, kulovitých, stopkatých hlávkách. Tato květenství jsou jednotlivá a úžlabní nebo ve vrcholových svazečcích či hroznech. Kalich je zvonkovitý nebo trubkovitě zvonkovitý, zakončený 5 krátkými zuby. Korunních lístků je 5 a jsou téměř nebo zcela volné, na vrcholu špičaté či zaoblené. Tyčinek je 10, jsou volné a vyčnívají z květů. Semeník je přisedlý nebo stopkatý, s nitkovitou čnělkou a mnoha vajíčky. Lusky jsou stopkaté, široce čárkovité, tence kožovité, pukající 2 chlopněmi. Obsahují mnoho plochých, vejcovitých, hnědavých nebo černých semen.

## Rozšíření
Rod Leucéna zahrnuje asi 22 až 24 druhů. Je rozšířen v Americe od jihu USA (Texas) po Venezuelu a Peru. Centrum druhové diverzity je v Mexiku, kde roste celkem 19 druhů. Do Jižní Ameriky zasahuje jediný druh, Leucaena trichodes. V jižních oblastech USA rostou celkem 2 druhy. Leucéna bělohlavá pochází původně z jižního Mexika nebo Střední Ameriky, je však hojně pěstován v tropech a subtropech celého světa a místy i zdomácněl.

## Obsahové látky
Kůra leucény bělohlavé obsahuje asi 16% tříslovin, v listech je obsažen kvercitrin a asi 3% tříslovin. Semena tohoto druhu obsahují 3 až 5% neproteinové aminokyseliny mimosinu (nazývaného též leucenol) a jsou jedovatá. Tato látka je obsažena i v listech.

## Zajímavosti
Kořeny leucény bělohlavé pronikají hluboko do půdy. V prvním roce hlavní kořen pronikne do hloubky až 2 metry, u 5 let staré rostliny již dosahuje hloubky až 5 metrů.

## Zástupci
- leucéna bělohlavá (Leucaena leucocephala)

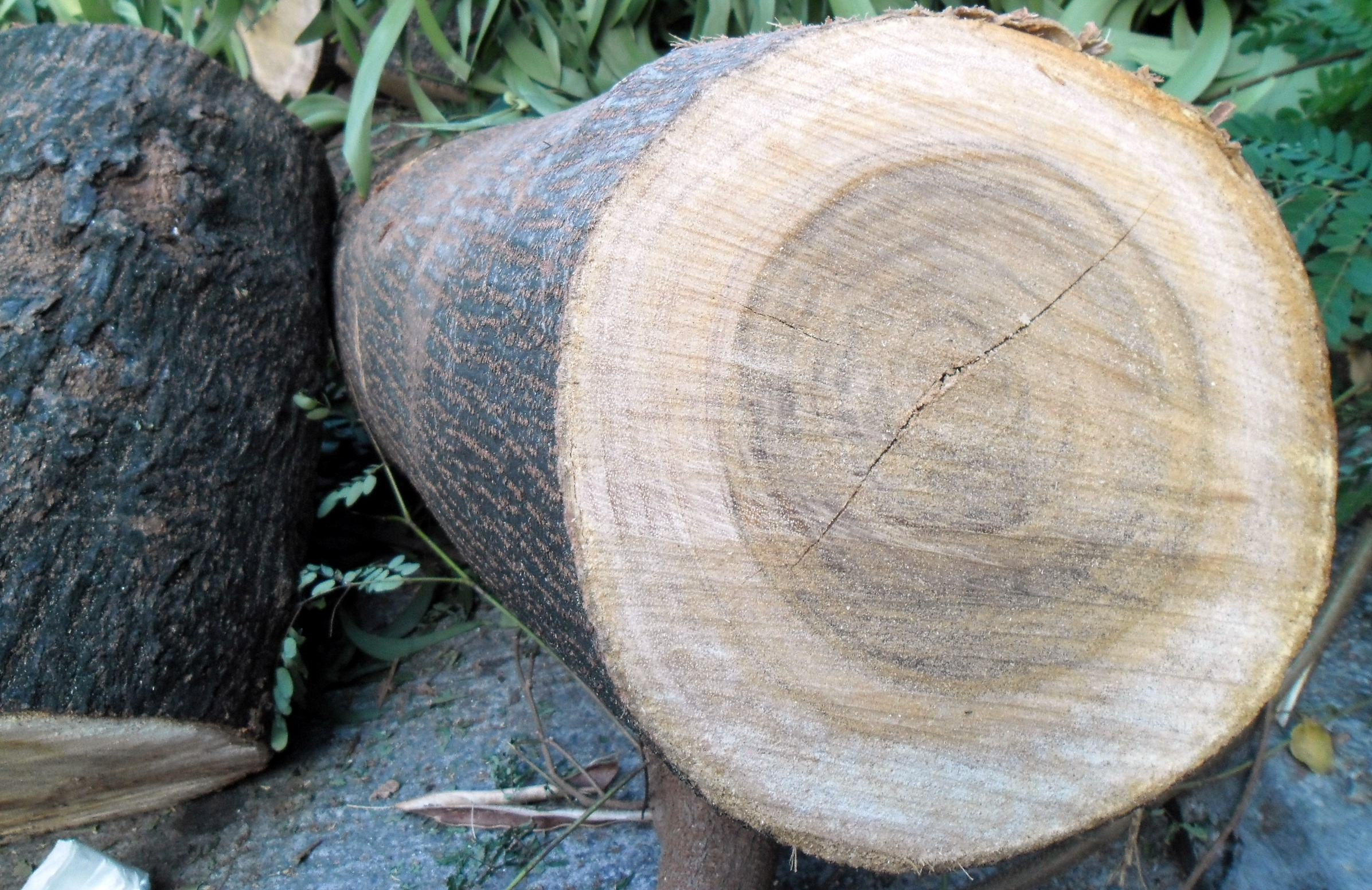
Kmen leucény bělohlavé

## Význam
Leucéna bělohlavá je pěstována v tropech a subtropech jako okrasná rostlina, zelené hnojení a krmivo pro skot, ovce a kozy. Pro prasata je jedovatá. Je také významná jako zdroj palivového dříví a na výrobu dřevěného uhlí. Vysazuje se také k ochraně půdy a vody, při zalesňování a k zabránění větrné erozi. Dřevina je vysazována jako stínící strom na plantážích kávy, kakaa, čaje, olejné palmy a jiných plodin. Semena leucény bělohlavé jsou ve Vietnamu užívána proti onemocnění škrkavkami.
Dřevo leucén je vesměs tvrdé, těžké a často i atraktivní, nebývá však dostupné v komerčně významném množství. Těží se zejména druhy L. diversifolia, L. trichandra, L. salvadorensis a L. shannonii. Druhy L. esculenta a L. pulverulenta z Mexika a j. USA mohou dosáhnout výšky 15 až 20 metrů a průměru kmene přes 50 cm.
V České republice je leucéna bělohlavá k vidění ve sbírkách botanických zahrad, jak např. v Pražské botanické zahradě v Tróji nebo Botanické zahradě UK Na Slupi.